# Si c'était à refaire
Si c'était à refaire és una pel·lícula de Claude Lelouch, estrenada el 1976.

## Argument
Després d'una llarga estada a la presó, una dona descobreix el seu fill de quinze anys, criat per l'Assistència pública.

## Repartiment
- Catherine Deneuve: Catherine Berger
- Anouk Aimée: Sarah Gordon
- Charles Denner: L'advocat
- Francis Huster: Patrick
- Colette Baudot: Lucienne Lano
- Jean-Jacques Briot: Simon Berger
- Jean-Pierre Kalfon: el joier
- Valérie Lagrange
- Manuella Papatakis: la filla de Sarah
- Georges Staquet
- Jacques Villeret: L'agent immobiliària
- Niels Arestrup: Henri Lano
- Albina du Boisrouvray
- Paul Bellaiche
- Robert Caron
- Zoé Chauveau
- Bernard-Pierre Donnadieu: Claude Blame
- Paul Deheuvels
- François Dalou
- Nicole Desailly
- Marie-Pierre de Gérando
- Paul Gianoli
- Martin Loeb
- Rita Maiden
- Alexandre Mnouchkine
- René Monard
- Chantal Mercier
- Monique Persicot
- Jean-François Rémi: el banquer
- Michel Ruhl
- Laurence Schuman
- Harry Walter
- Philippe Ziskind
- Françoise Hardy
- Elie Chouraqui
- Betty Mars

## Nominacions
- Premi César 1977 al millor actor secundari per Charles Denner